# Phrase simple en hongrois
Cet article se limite à la partie de la syntaxe du hongrois qui traite, dans la vision de la grammaire traditionnelle, des types de phrases simples, des fonctions syntaxiques dans celles-ci, des questions liées à l’accord entre les termes de la phrase simple, et de l’ordre des mots dans celle-ci.

## Classification des phrases simples
Les phrases simples peuvent être classées selon leur structure, selon l’acte de langage qu’elles réalisent et selon leur aspect positif ou négatif.

### Types de phrases simples selon leur structure
La phrase non analysable est dépourvue du rapport sujet–verbe qui, d’ailleurs, ne lui est pas nécessaire. Elle peut être subdivisée en :
- phrase non rédigée, si elle est constituée d’un seul mot (mot-phrase), autre qu’un verbe à un mode personnel : Jaj! « Aïe ! », Szia! « Salut ! », Igen « Oui », Nem « Non » ;
- phrase rédigée, si elle contient au moins un syntagme sans verbe : Jó Isten! « Bon Dieu ! », No és maga, kedves kolléga? « Et vous, cher collègue ? »

La phrase analysable contient au moins un verbe à un mode personnel. Elle peut être de plusieurs types. D’un certain point de vue, elle peut être minimale ou développée.
- La phrase minimale peut être constituée d’un verbe seul qui exprime un phénomène météorologique (Villámlik « Il y a des éclairs », Havazik « Il neige », Fagy « Il gèle »), d’un sujet et d’un verbe (A nyúl fut « Le lièvre court ») ou d’un sujet, d’un verbe et d’un complément sans lequel les deux premiers ne peuvent pas constituer une phrase : Kati a könyvet olvassa « Kati lit le livre » (l’objet a könyvet « le livre » est indispensable, puisque le verbe est à la conjugaison objective) ; Zsófi jártas a matematikában « Zsófi est forte en maths » (l’attribut jártas « forte » ne peut exister sans complément).
- La phrase développée contient, en plus de ceux de la phrase minimale, des termes dont l’élimination n’affecte pas le caractère minimal de la phrase : Kati a tegnap megvett könyvet olvassa « Kati lit le livre acheté hier ».

D’un autre point de vue, la phrase analysable peut être complète ou incomplète.
- Une phrase complète contient tous les termes nécessaires à l’organisation interne de l’énoncé donné : János elutazik holnap « János part demain ».
- Une phrase incomplète se réduit aux termes essentiels dans la situation de communication donnée, pouvant être complétée facilement. On en trouve surtout dans les dialogues : – Ki utazik el holnap? – János « – Qui part demain ? – János ».

### Types de phrases simples selon l’acte de langage réalisé
Ces types de phrases se caractérisent par leur structure syntaxique et intonative, par certains types de mots qu’elles contiennent et par le mode de leur verbe. Il y a cinq espèces de phrases selon cette typologie : déclarative, optative, impérative, interrogative et exclamative, chacune comportant des sous-espèces.
La phrase déclarative peut être :
- assertive, dont le verbe est à l’indicatif : András teniszezik « András joue au tennis » ;
- non assertive, dont le verbe peut être au conditionnel : Vehetnénk valami finomat « On pourrait acheter quelque chose de bon ».

La phrase optative a deux sous-espèces, délimitées selon le mode de leur verbe et les particules qu’elle peut contenir. Ainsi y a-t-il :
- des phrases optatives dont le verbe est au conditionnel, et qui peut être un verbe potentiel, c’est-à-dire avec le suffixe -hat/-het. Ces phrases contiennent toujours une particule exprimant le souhait : Bárcsak ehetnénk valami finomat ! « Si seulement on pouvait manger quelque chose de bon ! » D’autres particules utilisables dans ce type de phrase sont bár (synonyme de bárcsak), csak « seulement », ha « si ».
- des phrases optatives dont le verbe est à l’impératif[2], et qui peuvent comporter les particules csak ou hadd, ayant l’une des structures ci-après :
  - avec un verbe moyen exprimant un désir ou un vœu : Gyógyulj meg ! « Remets-toi vite (de ta maladie) ! » ;
  - avec le verbe lesz « être » : Legyen kívánságod szerint ! « Que ton désir soit exaucé ! » ;
  - avec un verbe copulatif + un attribut : Csak ne légy beteg a fagylalttól ! « Pourvu que tu ne tombes pas malade à cause de cette glace ! » ;
  - avec un verbe actif et la particule hadd, exprimant une demande, une concession, un désir : Hadd menjenek a gyerekek ! « Qu’ils y aillent, les enfants ! » ;
  - avec un verbe actif et un sujet inanimé ou inactif : Kísérjen utadon sok szerencse ! « Que la chance t’accompagne sur ton chemin ! »

La phrase impérative a pour sujet la personne à laquelle elle est adressée, et son verbe peut être actif, factitif ou réfléchi, à l’impératif. Le plus souvent, elle s’adresse à la 2e personne (Vidd le a szemetet! « Descends la poubelle ! »), parfois à la 1re personne du pluriel : Menjünk egy kicsit gyorsabban! « Marchons un peu plus vite ! » Cela peut aussi être une phrase non analysable qui a pour terme principal un nom (Futás! « Cours ! / Courons ! / Courez ! ») ou un infinitif exprimant une injonction : Felállni! « Debout ! »
La phrase interrogative est de plusieurs sortes :
- totale (à laquelle la réponse est « oui » ou « non »), qui peut contenir les particules interrogatives -e ou ugye : Ízlett(-e) a leves? « Tu as aimé la soupe? », (Ugye) jó a leves? « (N’est-ce pas que) la soupe est bonne ? » ;
- disjonctive, qui contient la conjonction vagy « ou », proposant un choix, et à laquelle on peut répondre par is …, is « et … et » ou sem …, sem « ni … ni » : Busszal vagy vonattal mész? « Tu prends le bus ou le train ? » ;
- partielle, qui se rapporte à un terme de la phrase et qui commence toujours par un pronom ou un adverbe pronominal interrogatif. La réponse à ce type de phrase peut être le terme visé ou un syntagme, ou bien une phrase qui le contient : – Mikor jöttél haza? – Az előbb « – Quand es-tu rentré(e) ? – Tout à l’heure » ;
- ouverte, commençant toujours par un mot interrogatif et nécessitant une réponse développée, parfois constituée de plusieurs phrases : – Hogyan lehet ezt megoldani? – Véleményem szerint a következőképpen: … « – Comment peut-on résoudre cela ? – À mon avis, de la manière suivante : … »

Une catégorie à part de phrase interrogative est celle qui complète une phrase déclarative. Elle est constituée par un mot-phrase, par exemple un mot de négation, par une particule ou, éventuellement, par un adverbe ou un adjectif : Jó a leves,ugye / igaz / mi / nem? « Elle est bonne, la soupe, n’est-ce pas / vrai / hein / non ? » ; Moziba megyünk, jó? « On va au cinéma, d’accord ? »
Il y a un type de phrase interrogative qu’on ne peut délimiter que d’un point de vue pragmatique, c’est la question rhétorique : Miért mondtam el ezeket a szempontokat? Azért, hogy jobban lássuk… « Pourquoi ai-je évoqué ces points de vue ? Afin que l’on puisse mieux voir… »
La phrase exclamative peut contenir :
- une interjection : Jaj minden árulónak! « Malheur à tous les traîtres ! » ;
- une particule exclamative ou un autre mot exclamatif : De jó ez a leves! « Qu’elle est bonne, cette soupe ! », Olyan kellemes napozni! « C’est tellement agréable de prendre le soleil ! » ;
- une interjection et une particule exclamative ou un autre mot exclamatif : Jaj  de jó a habos sütemény! « Oh, qu’il est bon, le gâteau à la crème chantilly ! »

### Types de phrases simples selon leur aspect positif ou négatif
Une phrase positive est une phrase dont le verbe n’est pas nié, c’est-à-dire auquel il n’est associé aucun mot de négation. Si un autre terme de la phrase est nié, la phrase reste positive : Nem ő törte be az ablakot « Ce n’est pas lui/elle qui a cassé la vitre ».
Une phrase négative a le verbe nié (voir en détail sur ce type de phrase Le mot de négation).

## Fonctions syntaxiques dans la phrase simple
Dans les grammaires du hongrois, les fonctions syntaxiques sont traitées en partie de façon semblable, en partie différemment par rapport à leur traitement dans les grammaires du français.
Selon Keszler 2000, les fonctions syntaxiques dans la phrase simple sont :
| Terme hongrois           | Traduction du terme hongrois | Correspondant dans la grammaire traditionnelle du français |
| ------------------------ | ---------------------------- | ---------------------------------------------------------- |
| állítmány                | prédicat                     | verbe de la phrase simple                                  |
| alany                    | sujet                        | sujet                                                      |
| tárgy                    | objet                        | complément d’objet direct                                  |
| határozók:               | compléments:                 | compléments circonstanciels et d’objet indirect :          |
| – helyhatározó           | complément de lieu           | complément circonstanciel de lieu                          |
| – időhatározó            | complément de temps          | complément circonstanciel de temps                         |
| – számhatározó           | complément numérique         | catégorie de complément circonstanciel de manière          |
| – állapothatározó        | complément d’état            | catégorie de complément circonstanciel de manière          |
| – eredethatározó         | complément d’origine         | catégorie de complément d’objet indirect                   |
| – eredményhatározó       | complément de résultat       | catégorie de complément d’objet indirect                   |
| – társhatározó           | complément d’accompagnement  | complément circonstanciel d’accompagnement                 |
| – módhatározó            | complément de manière        | complément circonstanciel de manière                       |
| – okhatározó             | complément de cause          | complément circonstanciel de cause                         |
| – célhatározó            | complément de but            | complément circonstanciel de but                           |
| – tekintethatározó       | complément de relation       | catégorie de complément d’objet indirect                   |
| – fok-mérték határozó    | complément de degré/mesure   | catégorie de complément circonstanciel de manière          |
| – fok-mérték határozó    | complément de degré/mesure   | complément circonstanciel de conséquence                   |
| – eszközhatározó         | complément de moyen          | complément circonstanciel de moyen                         |
| – eszközhatározó         | complément de moyen          | complément d'agent                                         |
| – részeshatározó         | complément d’attribution     | catégorie de complément d’objet indirect                   |
| – hasonlító határozó     | complément de comparaison    | complément circonstanciel de comparaison                   |
| – aszemantikus határozók | compléments asémantiques     | divers compléments d’objet indirect                        |
| jelző                    | épithète                     | épithète                                                   |
| jelző                    | épithète                     | complément du nom                                          |

### Le prédicat(Az állítmány)

#### Le prédicat verbal(Az igei állítmány)
Ce type de prédicat peut exprimer plusieurs sortes de procès : une action du sujet (A gyerekek dolgozatot írnak « Les enfants passent un devoir sur table »), un événement indépendant de la volonté du sujet (A hajó elsüllyedt « Le bateau a coulé »), un changement qui a pour résultat un état du sujet (A barátom megbetegedett « Mon ami est tombé malade ») ou l’existence (Vannak még hibák « Il y a encore des erreurs »), avec la modalité et le temps de ceux-ci, s’accordant en personne et en nombre avec le sujet. Pour exprimer l’existence, le verbe peut parfois être sous-entendu à la 3e personne du singulier (Itt a nyár! « C’est l’été ! », Hol a könyvem? « Où est mon livre ? »), ces phrases étant structurellement incomplètes.
Il y a aussi des phrases dont le terme principal est un infinitif, le prédicat exprimé par le verbe lehet pouvant être sous-entendu : Innen látni (lehet) a Balatont « D’ici on peut voir le lac Balaton ».

#### Le prédicat nominal(A névszói állítmány)
Dans le cas de ce type de prédicat, le sens lexical (notionnel) est porté par un type de mot nominal (un nom, un adjectif, un numéral ou un pronom) dont la fonction correspond à ce qu’on appelle en grammaire française attribut. Les traits grammaticaux propres au verbe sont exprimés par un verbe copulatif qui assure la liaison entre le sujet et l’attribut. Le plus souvent, le verbe copulatif est van/lesz « être », parfois marad « rester » ou múlik « passer » (se rapportant à l’âge ou à l’heure). À l’indicatif présent, 3e personne du singulier et du pluriel, le verbe copulatif van (pluriel vannak) est obligatoirement omis (Géza olyan jó matematikus, mint Miklós « Géza est un mathématicien aussi bon que Miklós »), sauf si le prédicat exprime une qualité ou une mesure. Dans ce cas, le verbe copulatif est le mot portant l’accent le plus fort dans la phrase : Géza van olyan jó matematikus, mint Miklós « Géza est un mathématicien au moins aussi bon que Miklós ». Exemples de prédicats nominaux :
- avec un nom : Édesanyám a legjobb barátnőm volt «Ma mère était ma meilleure amie », Harry Potter a mai gyerekek regényhőse « Harry Potter est le héros de roman des enfants de nos jours » ;
- avec un adjectif : Ő mindig határozott marad «Il/Elle reste toujours résolu(e) », Az öcsém a nyáron múlt húszéves « Mon frère a eu vingt ans l’été dernier » (littéralement « … a passé vingt ans … ») ;
- avec un numéral : Kétszer kettő négy « Deux fois deux font quatre » ;
- avec un pronom : Ki ő ? « Qui est-il/elle ? », Ez a könyv az enyém « Ce livre est à moi ».

#### Structure du prédicat
Du point de vue de sa structure, le prédicat peut être simple, composé, double ou multiple.
Seul le prédicat verbal peut être simple, qu’il soit à une forme temporelle simple ou composée : Megírtam holnapra a fogalmazást « J’ai écrit ma rédaction pour demain », Nyáron Görögországba fogunk utazni « L’été prochain nous irons en Grèce ».
C’est le prédicat nominal qui est considéré comme composé, étant formé de deux éléments, même quand le verbe copulatif est réduit à zéro : Szép vagy « Tu es beau/belle », Lehettetek volna kedvesebbek is a vendégekhez « Vous auriez pu être plus gentil(le)s avec les invité(e)s », Ha nem múlt volna el hétéves, most ingyen utazhatna « S’il/Si elle n’avait pas plus de sept ans, il/elle pourrait voyager gratis », Ő figyelmes « Il/Elle est attentionné(e) ».
Le prédicat verbal, tout comme le prédicat nominal, peut être double. On trouve un tel prédicat verbal dans la construction el kell menjünk « il faut que nous partions », par exemple. Un exemple de prédicat nominal double est Most aztán gyors kell legyél « Eh bien, maintenant il faut que tu sois rapide ».
On considère comme prédicat multiple deux ou plusieurs prédicats coordonnés entre eux, qui ont un même sujet. Il peut être verbal ou nominal : Judit olvas és eszik egyszerre « Judit lit et mange en même temps », A gyerekek jók, kedvesek voltak « Les enfants ont été sages et gentils ».

### Le sujet(Az alany)

#### Types de mots par lesquels on exprime le sujet
Le sujet peut être exprimé par des mots de plusieurs types, premièrement nominaux, qui ne peuvent être qu’au nominatif :
- n’importe quelle espèce de nom : Folyik a víz « L’eau coule ».
- n’importe quelle espèce de pronom, sauf egymás « l’un(e) (…) l’autre », le pronom réciproque : Ki jön velem? « Qui vient avec moi ? » Le sujet étant exprimé par la désenence personnellle du prédicat, le pronom personnel en fonction de sujet n’est utilisé que si le locuteur veut mettre en relief la personne de celui-ci : (Te) jól beszélsz magyarul « (Toi,) tu parles bien hongrois ».
- des mots substantivés :
  - un numéral : « Az 1 ilyenformán mindig 1 marad » (Attila József) « Le 1 reste ainsi toujours 1 ». Si le numéral est muni d’un suffixe, il ne peut plus être sujet : Négyen voltunk az előadáson « Nous étions quatre au spectacle » Ici le numéral a la fonction de complément d’état, le sujet étant exprimé par la désinence du verbe.
  - une interjection : « Hát nem segít a jaj s az allelúja » (Attila József) « Ne sont d’aucun secours les aïes et les alléluias ».

La fonction de sujet peut être remplie par un infinitif aussi :
- sans suffixe possessif : Nem lehet odamenni « On ne peut pas y aller », Le kell törülni a port « Il faut essuyer la poussière » ;
- avec un suffixe possessif : Le kell törülnöm a port « Il faut que j’essuie la poussière ».

#### Structure du sujet
Le sujet peut être :
- simple : A kutya ugat « Le chien aboie » ;
- composé, lorsqu’il est exprimé par un mot de nature nominale + l’infinitif d’un verbe copulatif : Jó lenne sokáig diák maradni « Ce serait bien de rester longtemps étudiant » ;
- multiple, quand il est formé de deux ou plusieurs mots de nature nominale coordonnés entre eux et ayant le même prédicat : Kati és Jóska ott voltak « Kati et Jóska y étaient ».

#### Types de sujets
- Le sujet est déterminé quand on peut le dénommer, en opposition avec le sujet indéterminé et le sujet général. Un sujet déterminé est celui exprimé par le nom muni de l’article défini (Fúj a szél « Le vent souffle »), par le nom propre sans article (Karcsi a barátom « Karcsi est mon ami ») ou par un pronom, sauf le pronom indéfini et le pronom général : Ez nem fontos « Ce n’est pas important », Te vagy a legszebb « C’est toi la plus belle ». La désinence du verbe exprime lui aussi un sujet déterminé : A legszebb vagy « Tu es la plus belle ».
- Le sujet indéterminé est exprimé de façon typique par un pronom indéfini : Csengetett valaki « Quelqu’un a sonné ». La désinence de la 3e personne du pluriel exprime un sujet indéterminé s’il ne reprend pas un terme d’une phrase antérieurement exprimée ou si le sujet n’est pas général : Csengettek « On a sonné ».
- Si l’identification ou la qualification représentée par le prédicat nominal peut se référer à n’importe qui ou à n’importe quoi, celui-ci est un sujet général. De même, si le procès représenté par le prédicat verbal peut être associé à n’importe quel être ou à n’importe quelle chose, celui-ci/celle-ci est un sujet général. Ce type de sujet peut être exprimé par :
  - un pronom général : Ezt mindenki tudja « Ça, tout le monde le sait » ;
  - les désinences de la 1re personne du pluriel, de la 2e personne du singulier et du pluriel, ou de la 3e personne du pluriel : Vigyázzunk az egészségünkre! « Prenons soin de notre santé ! », Addig nyújtózkodj, ameddig a takaród ér « Avant de consulter ta fantaisie, consulte ta bourse » (litt. « Étire-toi autant que ta couverture est longue »), « Nem hallottátok Dózsa György hírét ? » (Sándor Petőfi) « N’avez-vous pas entendu parler de György Dózsa ? », Azt mondják, hogy hosszú tél lesz « On dit que l’hiver sera long » ;
  - les noms az ember « l’homme », a világ « le monde », a nép « le peuple » : Az ember sohasem tudhatja, mi lesz « On ne sait jamais ce qui arrivera[7] ».
  - un infinitif : Hallgatni arany « Le silence est d’or » (litt. « Se taire or »).
- Le sujet peut être sous-entendu si la notion en cause est présente à l’esprit de tous les locuteurs de la langue : Többre nem telik « ne pas pouvoir se permettre davantage » possible à mettre à toutes les personnes (litt. « Cela ne suffit pas pour davantage »), où le sujet sous-entendu est « les ressources matérielles, financières ». D’autres exemples : Délre jár « Il est presque midi » (litt. « Ça marche vers midi », sujet sous-entendu « le temps »), Éjfélt ütött (litt. « Minuit a sonné », sujet sous-entendu « l’horloge »), Terítve van (litt. « Elle est mise », sujet sous-entendu « la table, le couvert »).

Certains prédicats n’ont pas besoin d’être mis en rapport avec un sujet, celui-ci est donc ∅ : Alkonyodik « Le soir tombe », Fagy « Il gèle », Havazik « Il neige ».

#### L’accord entre sujet et prédicat
Le prédicat s’accorde en nombre et en personne avec le sujet.

##### L’accord en nombre
- Si le sujet est multiple, chacun de ses éléments étant au singulier, le prédicat est en général au singulier, mais il peut être au pluriel aussi : Mátyás és József is ott volt/voltak « Mátyás et József aussi y étaient ». Par contre, le prédicat peut être seulement au pluriel s’il exprime la réciprocité : Péter és Pál barátok voltak « Péter et Pál étaient amis », A kék és a zöld nem illenek egymáshoz « Le bleu et le vert ne s’assortissent pas », A Petőfi utca és a Molnár utca párhuzamosak egymással « Les rues Petőfi et Molnár sont parallèles l’une à l’autre ». L’accord se fait également au pluriel si les sujets sont de personnes différentes : Én és a testvérem Budapestre utazunk « Moi et mon frère, nous allons à Budapest ».
- Si le sujet multiple contient des éléments de nombres différents, l’accord du prédicat peut être selon la forme, c’est-à-dire avec l’élément le plus proche (Egy rendőr és katonák vettek részt a mentésben « C’est un policier et des soldats qui ont participé au sauvetage » ou Katonák és egy rendőr segített a mentésben « Ce sont des soldats et un policier qui ont participé au sauvetage »), ou selon le sens, c’est-à-dire au pluriel : Pacsirták és egy gólya látszanak a fényképen « C’est des alouettes et une cigogne qu’on voit sur la photo ».
- Si le sujet est au pluriel selon la forme mais représente une unité, l’accord se fait au singulier : Az Egyesült Államok elnökválasztásra készül « Les États-Unis se préparent pour l’élection présidentielle » (nom de pays), Győzött a Bácskai Sasok « Ce sont les Aigles de Bácska qui ont vaincu » (nom d’équipe sportive).
- L’attribut collectif ne s’accorde pas au pluriel : Ők a legkiválóbb osztály « Ce sont eux la classe la meilleure », Szorgalmas kis csapat vagytok « Vous êtes une petite équipe assidue au travail ».
- Le prédicat peut s’accorder avec l’apposition du sujet quand ces deux derniers sont de nombres différents : Kár, hogy éppen a csoportvezetők, a két legismertebb fiú[9] nem tudott eljönni « Dommage que ce sont justement les chefs d’équipe, les deux gars les plus connus, qui n’ont pas pu venir ».

##### L’accord en personne
- Dans le cas du sujet multiple à éléments de personnes différentes, le prédicat est mis obligatoirement au pluriel, à la personne au « numéro d’ordre » le plus petit : Én és te szeretjük egymást « Moi et toi, nous nous aimons », Ti és ők mikor ismerkedtetek meg ? « Toi et eux/elles, quand vous êtes-vous connu(e)s ? »
- Le pronom relatif en fonction de sujet dans la proposition relative est à la 3e personne, mais s’il se réfère à un pronom personnel d’une autre personne, le prédicat de la relative s’accorde avec le pronom personnel auquel la relative est subordonnée : Én, aki mindent megtettem értetek, most egyedül maradtam « Moi, qui ai tout fait pour vous, maintenant je suis resté(e) tout(e) seul(e) ».
- Avec les pronoms personnels de politesse maga et ön « vous », l’accord se fait à la 3e personne, même s’ils font partie d’un sujet multiple qui contient également un pronom d’une autre personne : Maga, Pista bácsi és te, Jóska, üljenek ide! « Vous, père Pista et toi, Jóska, asseyez-vous là ! »

### L’objet(A tárgy)
Cette fonction syntaxique correspond dans les grammaires du français à celle de complément d’objet direct.

#### Types de mots par lesquels on exprime l’objet
- un mot de nature nominale, toujours à l’accusatif :
  - un nom : A színész szerepet tanul « L’acteur apprend un rôle » (objet indéfini), Petőfit olvasok « Je lis du Petőfi » (objet à valeur partitive), Petőfit olvasom « Je lis Petőfi » (objet défini) ;
  - n’importe quelle espèce de pronom, par exemple :
    - personnel : Minket nem értesítettél « Nous, tu ne nous a pas prévenu(e)s » ;
    - réfléchi : Nézi magát a tükörben « Il/Elle se regarde dans la glace » ;
    - réciproque : A fiúk egymást kergetik az udvaron « Les garçons se courent après dans la cour » ;
    - démonstratif : Olyat szeretnék én is « J’en voudrais un(e) comme cela » ;

  - un mot substantivé : Szeretem a szépet « J’aime le beau », A vőlegény nemet mondott « Le fiancé a dit non » ;
- un infinitif : Nem akarok vitatkozni « Je ne veux pas discuter ».

#### Forme de l’objet
L’objet est le plus souvent marqué formellement, c’est-à-dire muni du suffixe casuel (la désinence) de l’accusatif, -t (voir les exemples ci-dessus, sauf celui exprimé par l’infinitif).
L’objet peut aussi être non marqué, facultativement, dans les situations suivantes :
- Si le nom a un suffixe d’objet possédé : Nem találom a szemüvegem(et) « Je ne trouve pas mes lunettes ».
- Les pronoms personnels de la 1re et de la 2e personnes du singulier : Engem(et) vár « C’est moi qu’il/elle attend », Téged(et) hibáztatlak « C’est toi que je rends coupable ». Bien que les formes sans suffixe soient elles aussi spécifiques pour l’accusatif, l’objet qu’elles expriment est considéré toujours comme non marqué.
- Les pronoms réfléchis de la 1re et de la 2e personnes du singulier : Nem látom magam(at) a képen « Je ne me vois pas sur la photo », Látod magad(at)? « Tu te vois ? »

#### Structure de l’objet
- Objet simple : Milyen ajándékot készítsek neked? « Quel cadeau veux-tu que je te prépare ? »
- Un objet composé est formé d’un mot de nature nominale et d’un verbe copulatif à l’infinitif : Riporter szeretnék lenni « Je voudrais être reporter ».
- Un objet multiple peut être formé de :
  - deux ou plusieurs mots de nature nominale coordonnés entre eux : Kiflit és zsemlét vettem « J’ai acheté des croissants et des petits pains » ;
  - deux verbes copulatifs à l’infinitif coordonnés entre eux et un mot de nature nominale : Szeretnék tanár lenni és maradni « Je voudrais être et rester professeur ».
- Un objet structuré est constitué d’un infinitif qui a son propre objet : Próbáltam verset írni « J’ai essayé d’écrire de la poésie ».
- L’objet est exprimé par un suffixe s’il est de la 2e personne et que le prédicat soit à la 1re personne, le pronom personnel étant employé pour le mettre en relief : Látlak (téged) « Je te vois(, toi) ».

#### Types d’objets
1. Le type de l’objet du point de vue de la détermination est le critère selon lequel le verbe est à la conjugaison objective (définie) ou subjective (indéfinie) :
- L’objet est défini s’il est individualisé, identifié, spécifié. Quelques types de tels objets sont :
  - celui exprimé par un nom muni de l’article défini : Tanuld meg a verset ! « Apprends le poème ! » ;
  - celui exprimé par un nom propre : Ismerem Pétert « Je connais Péter » ;
  - celui exprimé par un nom à suffixe possessif, subordonné à l’infinitif contenu dans un objet structuré, si le possesseur aussi est exprimé : Szeretem édesanyám leveleit olvasni « J’aime lire les lettres de ma mère » ;
  - celui exprimé par un pronom général autre que minden « tout(e), tous, toutes » (Bármelyiket elviheted « Tu peux emporter n’importe lequel ») ou par un nom ayant pour épithète un adjectif pronominal général : Bármelyik könyvet elviheted « Tu peux emporter n’importe quel livre ».
- L’objet est indéfini s’il n’est pas individualisé, identifié, spécifié. Il s’agit d’un tel objet s’il est exprimé principalement par :
  - un nom sans article : A nagymama pulóvert köt « Grand-maman tricote un pull » ;
  - un pronom général à valeur numérale (A kiállításon mindent megnézek « Je regarde tout à l’exposition ») ou un nom ayant pour épithète un adjectif pronominal général à valeur numérale : A kiállításon minden képet megnézek « Je regarde tous les tableaux à l’exposition » ;
  - un pronom interrogatif ou un nom ayant pour épithète un adjectif pronominal interrogatif : Mit keresel? « Qu’est-ce que tu cherches ? », Milyen könyvet keresel? « Quel livre cherches-tu ? »

2. Du point de vue sémantique, on peut parler de :
- objet directionnel – celui vers lequel est dirigée l’action du sujet, et qui existait déjà avant cette action : Megtanulta a szerepét « Il/Elle a appris son rôle » ;
- objet résultant – celui qui apparaît à la suite de l’action du sujet : Az ebédet készítem « Je prépare le déjeuner » ;
- objet à valeur de complément circonstanciel, c’est-à-dire objet du point de vue formel, ayant la désinence -t, mais synonyme syntaxique d’un complément circonstanciel proprement-dit :
  - de temps : Húsz évet éltem falun = Húsz évig éltem falun « J’ai vécu (pendant) vingt ans à la campagne » ;
  - numérique : Hármat rikkant a rigó = Háromszor rikkant a rigó « Le merle crie trois fois » ;
  - de lieu : Járom az utam(at) = Az utamon járok « Je vais mon chemin » ;
  - de mesure : Egy kicsit megfáztam = Kissé megfáztam « Je suis un peu enrhumé(e) ».

### Les compléments(A határozók)
Nous appelons ici « compléments » les fonctions syntaxiques appelées határozók dans les grammaires du hongrois. Ce terme comprend tous les types de compléments qui correspondent aux compléments d’objet indirect et circonstanciels des grammaires du français.

#### Le complément de lieu(A helyhatározó)
Ce complément répond à l’une des questions hol? « où ? », honnan? « d’où ? », merről? « de quelle direction », hová? « (vers) où ? », merre? « dans quelle direction ? », meddig? « jusqu’où » et peut compléter :
- un verbe à un mode personnel : A földig hajol « Il/Elle se penche jusqu’à terre » ;
- une forme nominale du verbe[10] :
  - infinitif : Kellemes az erdőben sétálni « C’est agréable de se promener dans la forêt » ;
  - participe : az asztal alatt alvó kutya « le chien dormant sous la table » ;
  - gérondif : Az erdőben sétálva találkoztam vele « Je l’ai rencontré(e) en me promenant dans la forêt » ;
- un adjectif : Az alma belül rohadt « La pomme est pourrie à l’intérieur ».

Le complément de lieu peut être exprimé par :
- un nom ou un pronom :
  - avec un suffixe[11] exprimant le lieu : A szalonban járkál « Il/Elle va et vient dans le salon », A földig hajol « Il/Elle se penche jusqu’à terre » ;
  - suivi d’une postposition exprimant le lieu : A kutya az asztal alatt alszik « Le chien dort sous la table » ;
- un adverbe de lieu : Kint dolgozik « Il/Elle travaille dehors », Alul vizes a talaj « En dessous, la terre est humide », Innen hallatszik a zaj « C’est d’ici qu’on entend le bruit ».

#### Le complément de temps(Az időhatározó)
Questions : mikor? « quand ? », mióta? « depuis quand ? », mikortól (fogva)? « à partir de quand ? », mikorra? « pour quand ? », meddig? « jusqu’à quand ? »
Types de mots qu’il complète : verbe ou forme nominale du verbe.
Types de mots qui l’expriment :
- nom à suffixe : Ezt tavasszal kell elvetni « Il faut semer ça au printemps » ;
- numéral à suffixe : Hétkor találkozunk « Rendez-vous à sept heures » ;
- nom à postposition : Három óra után hívj fel « Appelle-moi après trois heures » ;
- adverbe de temps : Ma fejezzük be a munkát « C’est aujourd’hui que nous finissons le travail », Azóta nem láttam « Je ne l’ai pas vu depuis » ;
- gérondif : Az iskolába menve beszélgettek « Ils/Elles causaient en allant à l’école ».

#### Le complément numérique(A számhatározó)
Ce complément exprime la fréquence, la répétition dans le temps du procès exprimé par le verbe ou la forme nominale du verbe auquel il est subordonné.
Questions : hányszor? « combien de fois ? », hányadszor? « la quantième fois ? »
Types de mots qui l’expriment :
- numéral à suffixe : Már kétszer szóltam neki « Je le lui ai déjà dit deux fois », Negyedszerre sikerült « La quatrième fois, ça a réussi » ;
- numéral à postposition : Négy alkalommal voltam nála « Je suis allé(e) quatre fois chez lui/elle » (litt. « … à quatre occasions … ») ;
- adverbe : Gyakran látogatom meg a szüleimet « Je rends souvent visite à mes parents ».

#### Le complément d’état(Az állapothatározó)
Ce complément exprime l’état où se trouve l’être ou la chose dénommés par le sujet, l’objet ou un mot ayant une autre fonction, au cours du procès exprimé par le verbe auquel il est subordonné.
Types de mots qui l’expriment :
- mot de nature nominale à suffixe :
  - nom : Álmában felkiáltott « Il/Elle a crié en rêve », Holdvilágnál sétáltak « Il/Elles se sont promené(e)s au clair de la lune », Rendőrként jött ide « Il est venu en tant que policier » ;
  - pronom : Miben halt meg a beteg ? « De quoi est mort(e) le/la malade ? » ;
  - adjectif : Üresen hagyta a fridzsidert « Il/Elle a laissé le réfrigérateur vide », Érintetlenül hagyta az ételt « Il/Elle n’a pas touché à la nourriture » (litt. « … a laissé la nourriture intouchée ») ;
  - numéral : Ketten voltunk ott « Nous y étions deux », Egyenként mentek ki « Ils/Elles sont sorti(e)s un(e) à un(e) » ;
- nom à postposition : Megfázás nélkül úszta meg a telet « Il/Elle a échappé sans rhume à l’hiver », Havazás esetén nem utazom el « S’il neige, je ne pars pas » (litt. « En cas de chute de neige ... »), Ezt desszert gyanánt fogyasztják « C’est consommé comme dessert » ;
- nom précédé de mint : Mint igazgató szólt hozzám « Il m’a parlé en tant que directeur » ;
- adverbe : Egyedül javította meg a kocsiját « Il/Elle a réparé sa voiture tout(e) seul(e) » ;
- gérondif : Még élve találtak rá « On l’a retrouvé(e) encore vivant(e) ».

#### Le complément d’origine(Az eredethatározó)
Ce complément exprime l’état, l’être ou la chose qui se trouve à l’origine de l’être ou de la chose dénommés par le sujet.
Questions : kiből? « de qui ? », miből? « de quoi ? », kitől? « de (la part de) qui ? », mitől? « de (la part de) quoi ? », kiről? « (au sujet) de qui ? », miről? « (au sujet) de quoi ? »
Types de mots qui l’expriment :
- nom à suffixe : A két folyó egy forrásból ered « Les deux rivières coulent d’une même source », A testvére más apától származik « Son frère est d’un autre père » ;
- pronom à suffixe : Kitől van ez az idézet ? « De qui est cette citation ? » ;
- nom à postposition : Egyszerű emberek közül került ki « Il/Elle provient de gens simples » ;
- pronom à postposition : Valaki részéről jó javaslat hangzott el « On a entendu une bonne proposition de la part de quelqu’un » ;
- pronom personnel formé à partir d’une désinence[12] : Jó mérnök lett belőle « Il/Elle est devenu(e) un bon ingénieur » ;
- adverbe : Az információ innen került ki « L’information est sortie d’ici ».

#### Le complément de résultat(Az eredményhatározó)
Ce complément exprime ce que ou comment devient un être ou une chose dénommés par le sujet, l’objet, etc., à la suite du procès exprimé par le verbe auquel il est subordonné.
Questions : kivé? « que ? » (se référant à une personne), mivé? « que ? » (se référant à une chose), mibe? « en quoi ? », mire? « en quoi ? », milyenné? « pour être comment ? », milyenre? « pour être comment ? »
Types de mots qu’il complète : verbe ou forme nominale du verbe.
Types de mots qui l’expriment :
- nom à suffixe : Füstté vált az egész « Tout s’en est allé en fumée », Az ételt adagokra osztják « On divise la nourriture en portions » ;
- adjectif à suffixe : Fényesre csiszolja a gyűrűt « Il/Elle polit la bague à la rendre luisante » ;
- pronom à suffixe : Íme mivé lett a ház « Voilà ce qu’est devenue la maison » ;
- adverbe : Ketté kell osztani a kérdést « Il faut diviser la question en deux ».

#### Le complément d’accompagnement(A társhatározó)
Questions : kivel (együtt)? « avec qui ? », mivel (együtt)? « avec quoi ? »
Types de mots qu’il complète : verbe ou forme nominale du verbe.
Types de mots qui l’expriment :
- nom à suffixe : Kenyérrel eszem a levest « Je mange la soupe avec du pain », Lovastul esett a vízbe « Il/Elle est tombé(e) à l’eau avec le cheval » ;
- pronom à suffixe : Mindenkivel barátkozik « Il/Elle se lie d’amitié avec tout le monde » ;
- pronom personnel formé de la désinence -val/-vel, avec ou sans la postposition együtt « ensemble » : Velem (együtt) jött « Il/Elle est venu(e) avec moi » ;
- nom à suffixe et avec la postposition együtt « ensemble » : A barátjával együtt sétál « Il/Elle se promène avec son ami », Családostul együtt jött « Il/Elle est venu(e) avec sa famille » ;
- l’adverbe együtt : Együtt megyünk moziba « Nous allons ensemble au cinéma ».

#### Le complément de manière(A módhatározó)
Questions : hogyan? « comment ? », miképpen? « de quelle manière ? », miként? « de quelle manière ? », mi módon? « de quelle manière ? »
Types de mots qu’il complète : verbe, forme nominale du verbe, adjectif.
Types de mots qui l’expriment :
- nom à suffixe : Futólépésben gyere vissza! « Reviens au pas de course ! », A hosszában csíkos szoknyát vett fel « Elle a mis une robe rayée en long » ;
- adjectif à suffixe[13] : Elővigyázatosan vezet « Il/Elle conduit prudemment » ;
- nom à postposition : Kíséret nélkül énekel « Il/Elle chante sans accompagnement » ;
- adverbe : Gyalog jár munkába . « Il/Elle va à pied à son travail », Így kell ezt csinálni « C’est comme ça qu’il faut faire ça » ;
- gérondif : Aggódva nézett rám « Il/Elle m’a regardé(e) avec inquiétude » (litt. « … en s’inquiétant »).

#### Le complément de cause(Az okhatározó)
Questions : miért? « pourquoi ? », mi okból? « pour quelle raison ? », mi miatt? « à cause de quoi ? », minek a következtében? « par suite de quoi ? »
Types de mots qu’il complète : verbe, forme nominale du verbe, adjectif.
Types de mots qui l’expriment :
- nom à suffixe : Hálás vagyok önnek az ajándékért « Je vous suis reconnaissant(e) pour le cadeau », Szerelemből nősült « Il s’est marié par amour » ;
- pronom à suffixe : Hálás vagyok önnek ezért « Je vous en suis reconnaissant(e) » ;
- nom à postposition : A sztrájk következtében csökkent az idegenforgalom « Par suite de la grève, le tourisme a diminué » ;
- pronom personnel formé à partir d’une postposition : Miattad történt minden! « Tout est arrivé à cause de toi ! » ;
- infinitif : Félek szembeszegülni « J’ai peur de m’opposer » ;
- gérondif : Tudva miről van szó, nem kérdeztem semmit « Sachant de quoi il s’agissait, je n’ai rien demandé » ;
- mot de nature nominale + verbe copulatif au gérondif (complément de cause composé) : Idegen lévén eltévedt « Étant étranger(ère), il/elle s’est égaré(e) ».

#### Le complément de but(A célhatározó)
Ce complément peut être de deux espèces :
1. L’une des espèces de complément de but exprime quel est le but du procès exprimé par le mot auquel il est subordonné, ou dans l’intérêt de qui ou de quoi il a lieu.
Questions : miért? « pour quoi ? », mi célból? « dans quel but ? », mi végett? « dans quel but ? »
Types de mots qu’il complète : verbe, forme nominale du verbe, adjectif.
Types de mots qui l’expriment :
- nom à préfixe : A szabadságért harcolnak « Ils/Elles combattent pour la liberté » ;
- nom à postposition : A békekötés érdekében fáradoznak « Ils/Elles font des efforts dans l’intérêt de la paix » ;
- pronom : A barátom kezeskedik értem « Mon ami garantit pour moi » ;
- infinitif : Elment munkát keresni « Il/Elle est allé(e) chercher du travail » ;
- mot de nature nominale + verbe copulatif à l’infinitif (complément de but composé) : Igyekszik pontos lenni « Il/Elle s’efforce d’être à l’heure ».

2. L’autre espèce de complément de but exprime le fait que l’être ou la chose dénommés par un mot ayant une autre fonction est adéquat(e) ou utilisable dans le procès ou dans le rôle qualitatif exprimé par le mot auquel il est subordonné.
Questions : mire?, mi célra?, minek? – le sens des trois questions : « à/pour quoi ? »
Types de mots qu’il complète : verbe, forme nominale du verbe, adjectif.
Types de mots qui l’expriment :
- nom à suffixe : Ezt a szappant csak ruhamosásra használom « Ce savon, je l’utilise seulement pour laver le linge », Pista alkalmas katonának « Pista est apte à être soldat » ;
- nom avec la postposition javára : Az ifjúság javára tesz « Il/Elle agit pour le bien de la jeunesse » ;
- pronom : Erre nem jó az alkohol « L’alcool n’est pas bon pour ça » ;
- infinitif : Képes vagyok ezt megoldani « Je suis capable de régler ça ».

#### Le complément de relation(A tekintethatározó)
Questions : mire nézve? « au regard de quoi ? », milyen tekintetben? « au regard de quoi ? », milyen szempontból? « de quel point de vue ? », mire vonatkozólag? « concernant quoi ? »
Types de mots qu’il complète : verbe, forme nominale du verbe, adjectif.
Types de mots qui l’expriment :
- nom à suffixe : Egyetértünk a lényegben « Nous sommes d’accord quant à l’essentiel » ;
- pronom à suffixe : Ebben nem vagyok jártas « Ça, je ne m’y connais pas » ;
- adjectif à suffixe : Szépnek szép a kép, csak túl drága « Pour être beau, il est beau, le tableau, mais il est trop cher » ;
- adjectif dérivé d’un nom avec le suffixe -i + le suffixe -lag/-leg[14] : A film művészileg kitűnő « Le film est artistiquement excellent » ;
- nom à postposition : Nem döntöttünk még a részleteket illetően « Nous n’avons pas encore décidé en ce qui concerne les détails » ;
- pronom à postposition : Hozzám képest fiatal « Par rapport à moi, il/elle est jeune » ;
- adverbe : Általában jól bírom a meleget « En général, je supporte bien la chaleur » ;
- infinitif : Érteni értem az érvét, csak nem fogadhatom el « Pour comprendre, je comprends votre argument, mais je ne peux pas l’accepter ».

#### Le complément de degré/mesure(A fok-mérték határozó)
Questions : hogyan? « comment ? », mennyire? « dans quelle mesure ? », mennyivel? « de combien ? », milyen fokban? « à quel degré ? », milyen mértékben? « dans quelle mesure ? »
Types de mots qu’il complète : verbe, forme nominale du verbe, adjectif, numéral, adverbe, pronom.
Types de mots qui l’expriment :
- nom, adjectif, numéral ou pronom à suffixe : állig felfegyverzett « armé(e) jusqu’aux dents », hallatlanul érdekes « incroyablement intéressant(e) », százszor nehezebb « cent fois plus difficile », Eddig ért a víz « L’eau arrivait jusque-là » ;
- nom, adjectif ou numéral à postposition : Minden várakozáson felül sikerült « Tout a réussi au-dessus de toute attente », Rettentő mód(on) fáradok « Je fatigue affreusement », Százezren felül költöttem « J’ai dépensé plus de cent mille » (litt. « … au-dessus de … ») ;
- adverbe : Ez a fiú kissé félénk « Ce garçon est un peu timide » ;
- gérondif : Kérve kérlek, ne menj el ! « Je t’en prie, ne pars pas ! » (litt. « Je te prie en priant … »).

#### Le complément de moyen(Az eszközhatározó)
Questions : kivel? « avec qui ? », mivel? « avec quoi ? », ki által? « par qui ? », mi által? « par quoi ? », kinek a segítségével? « avec l’aide de qui ? », minek a segítségével? « à l’aide de quoi ? »
Types de mots qu’il complète : verbe, forme nominale du verbe.
Types de mots qui l’expriment :
- nom à suffixe : Majd egy kővel verem be a szeget « Je vais enfoncer le clou avec une pierre » ;
- pronom à suffixe : Bármivel írhatsz « Tu peux écrire avec n’importe quoi » ;
- nom à postposition : Hirdetés által ismerkedtek meg « Ils/Elles se sont connus par les petites annonces ».

Une sous-espèce de ce complément est celui appelé eszközlő határozó, correspondant au complément d’agent des grammaires du français. Il peut être subordonné à :
- un verbe factitif : A fiával mosatja le a kocsiját « Il/Elle fait laver sa voiture par son fils » ;
- un verbe passif : A gyerekek által készített rajzok őszintébbek « Les dessins faits par des enfants sont plus sincères ».

#### Le complément d’attribution(A részeshatározó)
Ce complément exprime l’être ou la chose auquel/à laquelle est favorable ou défavorable le procès exprimé par le verbe ou la qualité exprimée par l’attribut auquel il est subordonné.
Questions : kinek? « à qui ? », minek? « à quoi ? », kinek a részére/számára? « pour qui ? » minek a részére/számára? « pour quoi ? »
Types de mots qu’il complète : verbe, forme nominale du verbe, adjectif.
Types de mots qui l’expriment :
- nom à suffixe : Ír a feleségének « Il écrit à sa femme », A dohányzás veszélyes az egészségre « Fumer est dangereux pour la santé » ;
- pronom à suffixe : Ennek nem adok semmit « Je ne donne rien à celui-ci » ;
- pronom personnel formé à partir d’une désinence ou d’une postposition : Nekem küldték a levelet « C’est à moi qu’on a envoyé la lettre », Számomra nincs remény « Il n’y a pas d’espoir pour moi » ;
- nom à postposition : Nem tudom, mit tartogat a családunk számára a jövő « Je ne sais pas ce que réserve l’avenir à notre famille ».

Le nom ou le pronom avec la désinence -nak/-nek et le pronom personnel formé à partir de cette désinence, subordonnés aux verbes van/lesz « être » et nincs(en) (pluriel nincsenek) / sincs(en) (pluriel sincsenek), formes supplétives négatives du verbe van/lesz, constituent aussi le complément d’attribution qui exprime le possesseur : Péternek van két barátja « Péter a deux amis », Ennek nincs jelentősége « Ça n’a pas d’importance », Nekem sincs véleményem « Moi non plus, je n’ai pas d’opinion ».

#### Le complément de comparaison(A hasonlító határozó)
Ce complément exprime l’être, la chose, la qualité ou la quantité auxquels on compare un autre être, une autre chose, qualité ou quantité.
Types de mots qu’il complète :
- adjectif au comparatif : A fiú magasabb az apjánál « Le fils est plus grand que son père » ;
- numéral indéfini au comparatif : Több, mint száz ember volt ott « Il y avait plus de cent personnes » ;
- adverbe au comparatif : Korábban kelt fel a barátjánál « Il/Elle s’est levé(e) plus tôt que son ami » ;
- pronom au degré positif qui exprime une comparaison ou un type de mot demandant la conjonction mint « que » : Nem mondhatok mást, mint ő « Je ne peux pas dire autre chose que lui/elle ».

Types de mots qui l’expriment :
- type de mot nominal avec la désinence -nál/-nél :
  - nom : A fiú magasabb az apjánál « Le fils est plus grand que son père » ;
  - adjectif : Szebbnél szebb tájakat láttam « J’ai vu des paysages de toute beauté » (litt. « … plus beaux que beaux ») ;
  - numéral : Száznál több ember volt ott « Il y avait plus de cent personnes » ;
  - pronom : Mindennél fontosabb az óvatosság « La prudence est plus importante que tout » ;
- pronom personnel formé de la désinence -nál/-nél : Nincs jobb nálad « Il n’y a pas meilleur(e) que toi » ;
- mot de nature nominale introduit par la conjonction mint « que » : édesebb, mint a méz « plus doux/douce que le miel », több, mint száz « plus de cent ».

#### Compléments permanents(állandó határozók)ou asémantiques(aszemantikus határozók)
Ces compléments sont associés à certains verbes ou types de mots nominaux, toujours par la même désinence ou la même postposition (caractéristiques pour d’autres espèces de compléments), et leur sens ne peut être délimité exactement, si bien qu’on ne saurait les inclure dans aucune des espèces de compléments ci-dessus. La plupart des compléments asémantiques correspondent à des compléments d’objet indirect dans les grammaires du français. Les questions auxquelles ils répondent contiennent des mots interrogatifs avec les désinences ou les postpositions dont sont munis les compléments en cause.
Types de mots qu’ils complètent : verbe, forme nominale du verbe, adjectif.
Types de mots qui les expriment :
- nom ou pronom avec des désinences variés :

Bízom a jövőben « J’ai confiance en l’avenir » ;
Jó vagyok fizikából « Je suis bon(ne) en physique » ;
Min dolgozol ? « À quoi travailles-tu ? » ;
Gondoskodik az anyjáról « Il/Elle s’occupe de sa mère » ;
Kíváncsi vagyok az eredményre « Je suis curieux(euse) du résultat » ;
Minden a határozatunktól függ « Tout dépend de notre décision » ;
Az eladó kedves minden vevőhöz « Le vendeur est aimable avec tous les clients » ;
Adós vagyok a banknak « Je suis débiteur(trice) à la banque » ;
Elégedett vagyok az eredménnyel « Je suis satisfait(e) du résultat » ;
- nom ou pronom avec les postpositions des exemples :

Áskálódtak a miniszter ellen « Ils intriguaient contre le ministre » ;
Jó a gyerekek iránt « Il/Elle est bon(ne) avec les enfants » ;
Óvatos vagyok akárkivel szemben « Je suis prudent(e) à l’égard de n’importe qui » ;
Felmentették a feladat alól « On l’a déchargé(e) de cette tâche » ;
- pronom personnel formé à partir de désinences variés ou des postpositions des exemples antérieurs :

Bízom benned « J’ai confiance en toi » ;
Ne harcolj ellenem ! « Ne lutte pas contre moi ! », etc. ;
- infinitif : Igyekszem nem hibázni « Je m’efforce de ne pas faire d’erreur ».

### L’épithète(A jelző)
L’épithète peut être des types suivants : 1. qualitative (avec deux espèces, qualificative et de désignation) ; 2. quantitative ; 3. possessive ; 4. apposition.

#### L’épithète qualitative(A minőségjelző)
Ce type d’épithète peut être exprimé par :
- un adjectif qualificatif :
  - non dérivé : Piros almát vettem a piacon « J’ai acheté des pommes rouges au marché », A nézőknek tetszik az új film « Les spectateurs aiment le nouveau film » ;
  - dérivé d’un adverbe, avec le suffixe -i : Vonzanak a távoli hegyek « Je suis attiré(e) par les montagnes lointaines » ;
  - dérivé d’un nom, avec le suffixe : -só : A tolvaj a hátsó ajtón surrant be « Le voleur s’est introduit par la porte arrière » ;
- un adjectif pronominal :
  - démonstratif : Sokat hallottam erről a filmről « J’ai entendu beaucoup de choses au sujet de ce film » ;
  - général : Bármelyik könyvet elolvasom « Je lis n’importe lequel des livres » ;
  - interrogatif : Milyen ruhát vegyek fel ? « Quelle (sorte de) robe dois-je mettre ? » ;
- un nom[16] :
  - d’occupation : A mérnök úr népszerű a dolgozók körében « Monsieur l’ingénieur est populaire parmi les employés » ;
  - propre de personne : Péter bácsi sok mesét tud « Le père Péter connaît beaucoup de contes » ;
  - commun suivi d’un adjectif dérivé d’une postposition : A ház mögötti parkoló mindig foglalt « Le parking derrière l’immeuble est toujours occupé » ;
  - à suffixe, suivi du participe présent du verbe van « être » : a szülőkhöz való ragaszkodás « l’attachement aux parents » ;
- un numéral :
  - cardinal avec le suffixe -s : A nyolcas busszal járok az egyetemre « Je prends le bus ligne 8 pour aller à l’université » ;
  - ordinal : Mindig gyalog megyek a  második emeletre « Je monte toujours à pied au deuxième étage » ;
- un participe :
  - présent : Az udvarban játszó gyerekek nem láttak semmit « Les enfants qui jouaient dans la cour n’ont rien vu » ;
  - passé : Az elkezdett munkát be kell fejezni « Le travail commencé, il faut le finir » ;
  - passé, muni de la désinence de la 3e personne du singulier de l’indicatif passé : Szeretem az édesanyám  sütötte kenyeret « J’aime le pain cuit par ma mère » ;
  - futur : Megmondta nekünk, mi az elvégzendő munka « Il/Elle nous a dit quel était le travail à faire ».

Les espèces d’épithète qualitative se distinguent par les questions auxquelles elles répondent :
- L’épithète qualificative (minősítő jelző) répond à la question milyen? « quel genre de ? » : Piros almát vettem a piacon « J’ai acheté des pommes rouges au marché ».
- L’épithète de désignation (kijelölő jelző) répond à la question melyik? « quel(le)(s) ? » (parmi plusieurs) : A nézőknek tetszik az új film « Les spectateurs aiment le nouveau film ».

Remarques :
1. L’épithète exprimée par un adjectif qualificatif ou un adjectif pronominal autre que démonstratif ne s’accorde pas avec le mot déterminé : új film « un nouveau film », új filmek « de nouveaux films », az új filmről « au sujet du nouveau film ».
2. L’épithète exprimée par les démonstratifs ez « ce(t)/cette …-ci », az « ce(t)/cette …-là », ugyanez « le/la même (d’ici) » et ugyanaz « le/la même (de là-bas) » s’accorde en nombre et en cas avec le mot déterminé, étant obligatoirement suivie de l’article défini : ez a film « ce film », ezek a filmek « ces films », ugyanarról a filmről « au sujet du même film ».
3. L’épithète se place devant le mot déterminé. C’est pourquoi le nom de famille précède le prénom en hongrois : Ady Endre « Endre Ady ». Il n’y a que quelques exceptions, des calques de constructions étrangères : Hotel Napsugár, postafiók 10 « boîte postale 10 », Szabó II, a csatár « Szabó 2, l’attaquant ».
4. D’ordinaire, entre l’épithète et le mot déterminé on n’insère pas d’autre mot. La seule exception est l’insertion de l’article indéfini egy « un(e) » pour mettre en relief l’épithète : Gyönyörű egy állat ez a kutya ! « Superbe bête, ce chien ! »

#### L’épithète quantitative(A mennyiségjelző)
Ce type d’épithète répond aux questions hány? (pour les entités dénombrables) ou mennyi? (pour les masses indivisibles en entités), les deux signifiant « combien ? ». Il s’exprime par :
- un numéral cardinal : Három embert láttam « J’ai vu trois hommes » ;
- un numéral indéfini : Sok diák tanul itt « Il y a beaucoup d’étudiants qui étudient ici » ;
- un adjectif dérivé d’un numéral, avec le suffixe -nyi, qui exprime un nombre approximatif : Ezernyi verset írt « Il/Elle a écrit un millier de poèmes » ;
- un adjectif pronominal général à valeur de numéral : Minden ember halandó « Tous les hommes sont mortels » ;
- un nom exprimant une quantité : Adj egy szelet kenyeret ! « Donne-moi une tranche de pain ! »[17] ;
- un nom d’unité de mesure : Minden nap megiszik egy liter tejet « Il/Elle boit tous les jours un litre de lait » (Cette épithète doit toujours avoir à son tour une épithète exprimée par un numéral.)

Remarque : L’épithète quantitative ne s’accorde pas avec le mot déterminé, celui-ci étant toujours au singulier.

#### Types d’épithètes qualitatives et quantitatives selon leur structure
Selon leur structure, l’épithète qualitative et l’épithète quantitative peuvent être de plusieurs types :
- L’épithète simple (egyszerű) est formée d’un seul mot : sárga rózsa « rose jaune », kevés ember « peu de gens ».
- L’épithète composée (összetett) est constituée d’un syntagme de nature morphologique aux éléments étroitement liés :
  - nom + adjectif dérivé d’une postposition : az asztal alatti hely « la place sous la table » ;
  - nom + le participe présent du verbe van « être » : a szülőkhöz való ragaszkodás « l’attachement aux parents ».
- L’épithète cumulative (halmozott) est formée de plusieurs épithètes d’un même mot déterminé, coordonnées entre elles : magas, szőke férfi « un homme grand, blond », öt vagy hat éve « il y a cinq ou six ans ».
- L’épithète structurée (szerkezetes) est un syntagme formé d’un nom + való ou lévő (les deux formes de participe présent du verbe van/lesz « être »), le nom étant subordonné à való/lévő, utilisé ici avec son sens lexical : a Balatonról való emléktárgy « le souvenir du Balaton » (l’objet souvenir provenant du Balaton), az asztalon lévő könyv « le livre sur la table » (se trouvant sur la table).
- L’épithète multiple (többszörös) est constituée d’épithètes en chaîne, où la première était à l’origine subordonnée à la deuxième. Les deux peuvent être du même type ou l’une quantitative et l’autre qualitative : a barna kalapos hölgy « la dame au chapeau marron », három liter tej « trois litres de lait », három fehér ház « trois maisons blanches ».

#### L’épithète possessive(A birtokos jelző)
Ce type d’épithète exprime le possesseur du mot déterminé. Elle est exprimée par :
- un nom : Tavaly meghalt édesapám testvére « Le frère de mon père est mort l’année dernière » ;
- un pronom : Az ő házát is elmosta az árvíz « Sa maison aussi a été emportée par l’inondation » ;
- un numéral indéfini : Többek írása szinte olvashatatlan « L’écriture de plusieurs est pratiquement illisible » ;
- un infinitif : Itt az ideje befejezni « Il est temps de finir » ;
- tout type de mot nominal substantivé : a szép fogalma « la notion du beau ».

Remarques :
- Pour ce qui est de sa structure, l’épithète possessive peut être simple (az édesapám testvére « le frère de mon père »), cumulative (Pista és Jóska háza « la maison de Pista et Jóska ») ou multiple : a kert virágainak az illata « le parfum des fleurs du jardin ».
- L’épithète possessive, qui exprime le possesseur, si elle est simple ou cumulative, est au nominatif, c’est-à-dire elle n’a aucune désinence casuelle, alors que l’objet possédé est marqué par un suffixe spécifique (voir Expression de la possession), qui assure l’accord en nombre et en personne avec le possesseur. Une autre construction est également possible, avec le possesseur au datif, c’est-à-dire muni de la désinence -nak/-nek, et l’objet possédé muni de l’article défini : az édesapámnak a testvére « le frère de mon père »). Cette construction est même obligatoire dans certains cas :
  - Si l’épithète possessive ou l’objet possédé a pour épithète un adjectif pronominal démonstratif : Olvastam ennek az írónak a műveit « J’ai lu les œuvres de cet écrivain », Olvastam az írónak ezeket a műveit « J’ai lu ces œuvres de l’écrivain ».
  - Si l’épithète possessive est un pronom démonstratif, interrogatif, relatif, indéfini ou général : annak az arca « le visage de celui/celle-là », kinek a feladata? « la tâche de qui ? ».
  - Si l’épithète possessive a une apposition, les deux reçoivent la désinence : Elveszett Gergőnek, a fiamnak a tolltartója « La trousse de Gergő, mon fils, s’est perdue ».
  - Dans le cas de l’épithète multiple, le dernier élément de celui-ci doit être muni de la désinence -nak/-nek : a kert virágainak az illata « le parfum des fleurs du jardin ».
- Si le possesseur est de la 1re ou de la 2e personne, l’expression de celui-ci par le pronom personnel est nécessaire seulement pour le mettre en relief : Elvesztettem a könyvemet « J’ai perdu mon livre », mais Az én könyvemet vesztettem el « C’est mon livre que j’ai perdu ».

#### L’apposition(Az értelmező)
Il y a deux types principaux d’apposition :
- L’apposition correspondant à d’autres types d’épithètes diffère de ceux-ci par sa postposition après une pause à l’oral, représentée par une virgule à l’écrit, et par l’accord avec le mot déterminé. Elle peut être :
  - qualitative : Vettem csizmát, pirosat « Je me suis acheté des bottes, des rouges » ;
  - de désignation : Nem boldogulok a zárral, a felsővel « Je ne me débrouille pas avec la serrure, celle d’en haut » ;
  - quantitative : Vegyél cukrot, egy kilót! « Achète du sucre, un kilo » ;
  - possessive : Elkértem a könyvet, Jóskáét « J’ai demandé le livre, celui de Jóska ».
- L’apposition sans autre type d’épithète correspondant est appelée d’identification. Elle peut être placée aussi bien après, que devant le mot déterminé, dans les deux cas avec une pause, sans changer de nature. Ce type d’apposition aussi est accordé : Pistának, a barátomnak « à Pista, mon ami », a barátomnak, Pistának « à mon ami Pista ».

## L’ordre des mots dans la phrase simple
En hongrois, langue dans laquelle les fonctions syntaxiques sont bien marquées par des morphèmes, par rapport à des langues dans lesquelles ce n’est pas le cas, par exemple l’anglais, l’ordre des mots est relativement libre. Cependant, en hongrois aussi il y a des règles pour l’ordre des mots, qui dépendent principalement de ce que la phrase est neutre, c’est-à-dire sans terme mis en relief, ou qu’elle comporte une partie mise en relief. Ci-après sont présentés les aspects principaux de l’ordre des mots en hongrois.

### Dans la phrase simple neutre
Dans la phrase formée seulement du prédicat et du sujet exprimé par un nom, l’ordre est sujet + prédicat: Apa ír « Papa écrit ». Dans la phrase neutre formée du prédicat, du sujet exprimé par un nom et d’un complément régime du prédicat, il y a les cas de figure ci-après :
- Si le complément n’a pas d’article, l’ordre obligatoire est sujet + complément + prédicat : Apa e-mailt ír « Papa écrit un courriel » (littéralement, « Papa courriel écrit »).
- S’il a un article, le complément peut être placé avant ou après le prédicat :

A nagynéném egy ruhát varr ou A nagynéném varr egy ruhát « Ma tante est en train de coudre une robe » ;
A húgom a barátjáról mesél ou A húgom mesél a barátjáról « Ma sœur cadette parle de son ami ».
La place du complément exprimé par un pronom est en général après le prédicat : A nagyapám írt róla « Mon grand-père a écrit sur lui/elle / en a écrit ».
Dans la proposition neutre comportant un complément régime et un autre complément/d’autres compléments, le prédicat et le complément régime se placent selon les règles précédentes, et les autres termes ont une place typique mais non obligatoire. Exemples :
| Sujet      | Complément non régime | Complément régime | Prédicat | Traduction                                                                                          |
| ---------- | --------------------- | ----------------- | -------- | --------------------------------------------------------------------------------------------------- |
| Az anyósom | reggel                | villamossal       | utazott  | « Ce matin, ma belle-mère a pris le tram » (litt. « Ma belle-mère ce matin avec le tram a voyagé ») |
| Apám       | a garázsban           | autót             | szerel   | « Mon père bricole une voiture dans le garage » (litt. « Mon père dans le garage voiture bricole ») |

De nombreux verbes peuvent avoir deux compléments régimes. Dans ce cas, l’un est placé avant, l’autre après le verbe :
| Sujet    | Complément(s) non régime(s) | Un régime      | Prédicat     | Autre régime | Traduction |
| -------- | --------------------------- | -------------- | ------------ | ------------ | --- |
| A húgom  | éppen                       | egy történetet | mesél        | a fiának     | « Ma sœur cadette est en train de raconter une histoire à son fils » (litt. « Ma sœur cadette justement une histoire raconte à son fils »)                                     |
| A bátyám | ma reggel a kertben         | az időjárásról | beszélgetett | a barátjával | « Ce matin, mon frère aîné causait avec son ami dans le jardin sur le temps (qu’il faisait) » (litt. « Mon frère aîné ce matin dans le jardin du temps causait avec son ami ») |

Si les deux régimes ont des articles, leurs places sont interchangeables et les deux peuvent être placés après le prédicat : A húgom egy történetet mesél a fiának = A húgom a fiának mesél egy történetet = A húgom mesél egy történetet a fiának = A húgom mesél a fiának egy történetet. Par contre, le régime sans article se place obligatoirement avant le prédicat : Apám e-mailt ír a barátjának « Mon père écrit un courriel à son ami » (litt. « Mon père courriel écrit à son ami »).
Le complément régime exprimé par un pronom est le plus souvent placé après le prédicat : A fiam kapott tőlem egy kisautót (litt. « Mon fils a reçu de moi une petite voiture ») = A fiam egy kisautót kapott tőlem (litt. « Mon fils une petite voiture a reçu de moi »)

### Dans la phrase simple avec mise en relief
Dans une telle phrase, la partie mise en relief est frappée d’un accent plus fort que les autres et se trouve toujours avant le prédicat. Ainsi, une phrase neutre comme Ma reggel a villamoson találkoztam az anyósoddal « Ce matin j’ai rencontré ta belle-mère dans le tram » peut devenir, en fonction de la partie mise en évidence :
|               | Partie mise en relief | Prédicat    |              |              | Traduction                                                       |
| ------------- | --------------------- | ----------- | ------------ | ------------ | ---------------------------------------------------------------- |
| Az anyósoddal | ma reggel             | találkoztam | a villamoson |              | « C’est ce matin que j’ai rencontré ta belle-mère dans le tram » |
|               | Az anyósoddal         | találkoztam | ma reggel    | a villamoson | « C’est ta belle-mère que j’ai rencontré ce matin dans le tram » |
| Az anyósoddal | a villamoson          | találkoztam | ma reggel    |              | « C’est dans le tram que j’ai rencontré ta belle-mère ce matin » |

La partie mise en évidence est souvent le rhème de la phrase, c’est-à-dire l’information nouvelle qu’elle contient, par rapport au thème, c’est-à-dire l’information déjà connue par le destinatarie de la communication. Ainsi, d’habitude, la partie mise en évidence est la réponse à une question :
| – Kivel találkoztál ma reggel a villamoson? « Qui as-tu rencontré ce matin dans le tram ? » | – Az anyósoddal (találkoztam ma reggel a villamoson); |
| – Mikor találkoztál az anyósommal? « Quand as-tu rencontré ma belle-mère ? »                | – Ma reggel (találkoztam az anyósoddal a villamoson); |
| – Hol találkoztál az anyósommal? « Où as-tu rencontré ma belle-mère ? »                     | – A villamoson (találkoztam ma reggel az anyósoddal). |

Les mots interrogatifs de la question directe sont toujours mis en évidence, leur place aussi est donc avant le prédicat. La partie niée d’une phrase a le même statut : Ma reggel senkivel nem találkoztam a villamoson « Ce matin je n’ai rencontré personne dans le tram ».
Le prédicat peut également être mis en relief, par deux procédés :
- par simple accentuation plus forte dans la parole, sans changement d’ordre des mots par rapport à celui de la phrase neutre : A koncerten álltunk, mert az ülőhelyek nagyon drágák voltak « Au concert nous sommes restés debout, parce que les places étaient très chères » ;
- par accentuation plus forte et placement en tête de la phrase : Álltunk a koncerten, mert… « Nous sommes restés debout au concert, parce que… ».

La place des parties de la phrase autres que le prédicat et la partie mise en évidence est relativement libre : Az anyósoddal találkoztam a villamoson ma reggel = Az anyósoddal találkoztam ma reggel a villamoson = Ma reggel a villamoson az anyósoddal találkoztam = A villamoson az anyósoddal találkoztam ma reggel.

## Sources bibliographiques
- (hu) Balog, Judit, « A jelző és az értelmező » [« L’épithète et l’apposition »], Magyar Nyelvőr, n° 2, 1999,  (ISSN 1585-4515) (consulté le 19 février 2017)
- (fr) Dubois, Jean et al., Dictionnaire de linguistique, Paris, Larousse-Bordas/VUEF, 2002 (consulté le 3 mars 2023)
- (hu) Keszler, Borbála (dir.), Magyar grammatika [« Grammaire hongroise »], Budapest, Nemzeti Tankönyvkiadó, 2000  (ISBN 963-19-2499-8)
- (hu) Kugler, Nóra, « Mondattan » [« Syntaxe »], Magyar Nyelvőr, n° 1, 1999,  (ISSN 1585-4515) (consulté le 19 février 2017)
- (hu) Lengyel, Klára, « Az állítmány » [« Le prédicat »], Magyar Nyelvőr, n° 1, 2000,  (ISSN 1585-4515) (consulté le 19 février 2017)
- (hu) Nagy, Kálmán, Kis magyar nyelvtankönyv [« Petite grammaire du hongrois »], Bucarest, Kriterion, 1980
- (hu) P. Lakatos, Ilona (dir.), Grammatikai gyakorlókönyv (mintaelemzésekkel és segédanyagokkal) [« Exercices de grammaire (avec des analyses modèles et des matériaux auxiliaires) »], Budapest, Bölcsész Konzorcium, 2006 (consulté le 19 février 2017)
- (en) Rounds, Carol, Hungarian. An Essential Grammar [« Grammaire essentielle du hongrois »], Londres / New York, Routledge, 2001,  (ISBN 0-415-22611-2) (consulté le 3 mars 2023)
- Szende, Thomas et Kassai, Georges, Grammaire fondamentale du hongrois, Paris, Langues & Mondes – L’Asiathèque, 2001,  (ISBN 2-911053-61-3)
- (hu + en) Szita, Szilvia et Görbe, Tamás, Gyakorló magyar nyelvtan. A Practical Hungarian Grammar [« Grammaire pratique du hongrois »], Budapest, Akadémiai Kiadó, 2010,  (ISBN 978-963-05-8933-8)